# Williams FW19
O FW19 é o modelo da Williams da temporada de 1997 da F-1. Condutores: Jacques Villeneuve e Heinz-Harald Frentzen. A equipe conquistou o Mundial de Pilotos (Villeneuve) e de Construtores. O FW19 deu a Williams os últimos títulos marca vigente ainda em 2023

## Resultados[1]
(legenda) (em negrito indica pole position e itálico volta mais rápida)
| Ano  | Chassi | Motor            | Pneus | N° | Pilotos               | 1   | 2   | 3   | 4   | 5   | 6   | 7   | 8   | 9   | 10  | 11  | 12  | 13  | 14  | 15  | 16  | 17  | Pontos | Posição |  |
| ---- | ------ | ---------------- | ----- | -- | --------------------- | --- | --- | --- | --- | --- | --- | --- | --- | --- | --- | --- | --- | --- | --- | --- | --- | --- | ------ | ------- |  |
|      |        |                  |       |    |                       |     |     |     |     |     |     |     |     |     |     |     |     |     |     |     |     |     |        |         |  |
|      |        |                  |       |    |                       | AUS | BRA | ARG | SMR | MON | ESP | CAN | FRA | GBR | GER | HUN | BEL | ITA | AUT | LUX | JAP | EUR |        |         |  |
| 1997 | FW19   | Renault RS9 V10  | G     | 3  | Jacques Villeneuve*   | Ret | 1   | 1   | Ret | Ret | 1   | Ret | 4   | 1   | Ret | 1   | 5   | 5   |     |     |     |     | 123*   | 1º      |  |
| 1997 | FW19   | Renault RS9B V10 | G     | 3  | Jacques Villeneuve*   |     |     |     |     |     |     |     |     |     |     |     |     |     | 1   | 1   | DSQ | 3*  | 123*   | 1º      |  |
| 1997 | FW19   | Renault RS9 V10  | G     | 4  | Heinz-Harald Frentzen | 8   | 9   | Ret | 1   | Ret | 8   | 4   | 2   | Ret | Ret | Ret | 3   | 3   |     |     |     |     | 123*   | 1º      |  |
| 1997 | FW19   | Renault RS9B V10 | G     | 4  | Heinz-Harald Frentzen |     |     |     |     |     |     |     |     |     |     |     |     |     | 3   | 3   | 2   | 6   | 123*   | 1º      |  |

* Campeão da temporada.